# Die Natur (Essay)
Das Fragment Die Natur ist ein Essay, dessen Urheberschaft vielfach Johann Wolfgang von Goethe zugeschrieben wurde, was aber vermutlich falsch ist. Vielmehr ist anzunehmen, dass Georg Christoph Tobler der Autor ist. Der Text entstand um 1782 und erschien zuerst 1784 im 32. Stück des Tiefurter Journals.

## Zitate
Die ersten Zeilen des Fragments:

„Natur! Wir sind von ihr umgeben und umschlungen - unvermögend aus ihr herauszutreten, und unvermögend tiefer in sie hineinzukommen. Ungebeten und ungewarnt nimmt sie uns in den Kreislauf ihres Tanzes auf und treibt sich mit uns fort, bis wir ermüdet sind und ihrem Arme entfallen. Sie schafft ewig neue Gestalten, was da ist, war noch nie, was war, kommt nicht wieder - alles ist neu, und doch immer das Alte. Wir leben mitten in ihr und sind ihr fremde. Sie spricht unaufhörlich mit uns und verrät uns ihr Geheimnis nicht. Wir wirken beständig auf sie und haben doch keine Gewalt über sie.“

Goethes einziger Beitrag zum Manuskript ist die Streichung eines Satzes:

„Auch das Unnatürlichste ist Natur, auch die plumpste Philisterei hat etwas von ihrem Genie. Wer sie nicht allenthalben sieht, sieht sie nirgendwo recht.“

Goethe später über die Urheberschaft in einem Brief:

„Jener Aufsatz ist mir vor kurzem aus der brieflichen Verlassenschaft der ewig verehrten Herzogin Anna Amalia mitgeteilt worden; er ist von einer wohlbekannten Hand geschrieben, deren ich mich in den achtziger Jahren in meinen Geschäften zu bedienen pflegte. Daß ich diese Betrachtungen verfaßt, kann ich mich faktisch zwar nicht erinnern, allein sie stimmen mit den Vorstellungen wohl überein, zu denen sich mein Geist damals ausgebildet hatte. Ich möchte die Stufe damaliger Einsicht einen Komparativ nennen, der seine Richtung gegen einen noch nicht erreichten Superlativ zu äußern gedrängt ist. Man sieht die Neigung zu einer Art von Pantheismus, indem den Welterscheinungen ein unerforschliches, unbedingtes, humoristisches, sich selbst widersprechendes Wesen zum Grunde gedacht ist, und mag als Spiel, dem es bitterer Ernst ist, gar wohl gelten.“

## Veröffentlichungen
Eine englische Übersetzung des Essays wurde  in der ersten Ausgabe des Fachmagazins Nature vom 4. November 1869 veröffentlicht.